# Chondrina altimirai
Chondrina altimirai is een slakkensoort uit de familie van de Chondrinidae. De wetenschappelijke naam van de soort is voor het eerst geldig gepubliceerd in 1973 door E. Gittenberger.